# جماعة التكفير والهجرة
جماعة الدعوة والهجرة أو جماعة التكفير والهجرة كما سماها الإعلام أو جماعة المسلمين كما سمت نفسها هي جماعة نشأت داخل سجن طرة بين سجناء الإخوان المسلمين في مصر في بادئ الأمر وبعد إطلاق سراح أفرادها تبلورت أفكارها وكثر أتباعها في صعيد مصر وبين طلبة الجامعات خاصة، كما انتشرت في العديد من الدول الأخرى كالمغرب والسودان واليمن والأردن والجزائر حيث شاركت في العشرية السوداء في التسعينيات. وأدبياتهم بتكفير الحكام بإطلاق لعدم حكمهم بشرع الله وتكفر المحكومين لرضاهم بهم وتكفر العلماء لعدم تكفيرهم أولئك الحكام كما يكفرون كل من ارتكب كبيرة وأصر عليها، كما أن الهجرة هي العنصر الثاني في تفكير الجماعة ويقصد بها اعتزال المجتمع الجاهلي عزلة مكانية وعزلة شعورية وتتمثل في اعتزال معابد الجاهلية - يقصد بها المساجد تحت حكم العلمانيون - ووجوب التوقف والتبين بالنسبة لآحاد المسلمين بالإضافة إلى إشاعة مفهوم الحد الأدنى من الإسلام، لكنها تختلف مع جماعة التوقف والتبيين في أنها ترى أن الأصل في المجتمع الكفر بينما جماعة التوقف والتبيين ترى أنهم طبقة متميعة لا يحكم لهم بإسلام أو كفر، أما العزلة المكانية هي الهجرة للمكان الذي يحكم فيه الإسلام أو يمكن إقامة فيه حكم إسلامي ولذلك هاجروا للجبال في الجزائر خلال العشرية السوداء. وعلى الرغم من أن قوات الأمن المصرية قد سحقت الجماعة بعد أن قتلت وزير الأوقاف المصري الشيخ الذهبي في عام 1977، إلا أنه يقال إنها «تركت إرثًا دائمًا» تركه بعض الإسلاميين الراديكاليين في «السنوات والعقود اللاحقة» كما أن هناك بعض قيادتها ظلوا متمسكين بأفكار مؤسسها شكري مصطفى كوحيد عثمان الذي قال في حوار معه عام 1993م: «إن إمام جماعة المسلمين شكري مصطفى قد قال إننا سنظل مستضعفين في الأرض إلى أن نرثها ومن عليها. وقد بشرنا رسول الله..، أن العالم سيكفر ويطغى، يقضي الكافرون على بعضهم، وتخرج جماعة المسلمين لرفع راية الدين بالرمح والفرس، وها قد ظهرت البشائر بنهاية إمبراطورية الشيوعية الظالمة، وننتظر أن تقضي أمريكا وأوروبا على بعضهم البعض، ونخرج نحن على الفرس والرمح لنصرة الإسلام، ونشره في أنحاء الأرض».

## النشأة
تبلورت أفكار ومبادئ جماعة التكفير والهجرة في السجون المصرية وخاصة بعد اعتقالات سنة 1965م ولقد رأى المتدينون المسلمون داخل السجون من ألوان العذاب ما تقشعر من ذكره الأبدان وسقط الكثير منهم أمامهم بسبب التعذيب دون أن يعبأ بهم أحد في هذا الجو الرهيب ولد الغلو ونبتت فكرة التكفير ووجدت الاستجابة لها. ففي سنة 1967م طلب رجال الأمن من جميع الدعاة المعتقلين تأييد رئيس الدولة جمال عبد الناصر فانقسم المعتقلون إلى فئات: فئة سارعت إلى تأييد الرئيس ونظامه بغية الإفراج عنهم والعودة إلى وظائفهم وزعموا أنهم يتكلمون باسم جميع الدعاة، وهؤلاء كان منهم علماء، واتُّهِموا بأنهم طابور خامس داخل الحركة الإسلامية، وثمة نوع آخر ليسوا عملاء بنفس المعنى؛ وإنما هم رجال سياسة التحقوا بالدعوة بغية الحصول على مغانم كبيرة.
أما معظم الدعاة المعتقلين فقد لجأوا إلى الصمت ولم يعارضوا أو يؤيدوا باعتبار أنهم في حالة إكراه. بينما رفضت فئة قليلة من الشباب موقف السلطة وأعلنت كفر رئيس الدولة ونظامه، بل اعتبروا الذين أيدوا السلطة من إخوانهم مرتدين عن الإسلام، وأن من لم يكفرهم فهو كافر، وأن المجتمع بأفراده كفار لأنهم موالون للحكام؛ وبالتالي فلا ينفعهم صوم ولا صلاة. وكان إمام هذه الفئة ومهندس أفكارها هو علي إسماعيل.

## أعلام التكفير والهجرة (جماعة المسلمين)
ومن أبرز الشخصيات هذه الجماعة:
- علي إسماعيل: كان إمام هذه الفئة من الشباب داخل المعتقل، وهو أحد خريجي الأزهر وشقيق الشيخ عبد الفتاح إسماعيل، أحد الستة الذين تم إعدامهم مع سيد قطب، وقد صاغ علي إسماعيل مبادئ العزلة والتكفير لدى الجماعة ضمن أطر شرعية، حتى تبدو وكأنها أمور شرعية لها أدلتها من الكتاب والسنة ومن حياة الرسول صلى الله عليه وسلم في الفترتين: المكية والمدنية متأثراً في ذلك بأفكار الخوارج إلا أنه رجع إلى رشده وأعلن براءته من تلك الأفكار التي كان ينادي بها.
- ماهر عبد العزيز زناتي (أبو عبد الله) ابن شقيقة شكري مصطفى ونائبه في قيادة الجماعة بمصر، وكان يشغل منصب المسؤول الإعلامي للجماعة، أُعدِمَ مع شكري في قضية محمد حسين الذهبي رقم 6 لسنة 1977م. وله كتاب الهجرة.
- شكري أحمد مصطفى (أبو سعد) أحد الذين اعتقلوا عام 1965م وكان عمره وقتئذ ثلاثة وعشرين عاماً. تولى قيادة الجماعة داخل السجن بعد أن تبرأ من أفكارها الشيخ علي عبده إسماعيل. في عام 1971م أفرج عنه بعد أن حصل على بكالوريوس الزراعة ومن ثم بدأ التحرك في مجال تكوين الهيكل التنظيمي لجماعته. ولذلك تمت مبايعته أميراً للمؤمنين وقائداً لجماعة المسلمين فعين أمراء للمحافظات والمناطق واستأجر العديد من الشقق كمقار سرية للجماعة بالقاهرة والإسكندرية والجيزة وبعض محافظات الوجه القبلي. في سبتمبر 1973م أمر بخروج أعضاء الجماعة إلى المناطق الجبلية واللجوء إلى المغارات الواقعة بدائرة أبي قرقاص بمحافظة المنيا بعد أن تصرفوا بالبيع في ممتلكاتهم وزودوا أنفسهم بالمؤن اللازمة والسلاح الأبيض تطبيقاً لمفاهيمهم الفكرية حول الهجرة. في 26 أكتوبر 1973م اشتبه في أمرهم رجال الأمن المصري فتم إلقاء القبض عليهم وتقديمهم للمحاكمة في قضية رقم 618 لسنة 73 أمن دولة عليا.

وفي 21 أبريل 1974م عقب حرب أكتوبر 1973م صدر قرار جمهوري بالعفو عن شكري مصطفى وجماعته إلا أنه عاود ممارسة نشاطه مرة أخرى ولكن هذه المرة بصورة مكثفة أكثر من ذي قبل حيث عمل على توسيع قاعدة الجماعة وإعادة تنظيم صفوفها وقد تمكن من ضم أعضاء جدد للجماعة من شتى محافظات مصر كما قام بتسفير مجموعات أخرى إلى خارج البلاد بغرض التمويل مما مكّن لانتشار أفكارهم في أكثر من دولة. هيّأ شكري مصطفى لأتباعه بيئة متكاملة من النشاط وشغلهم بالدعوة والعمل والصلوات والدراسة وبذلك عزلهم عن المجتمع.
جوبهت هذه الجماعة بقوة من قبل السلطات المصرية وبخاصة بعد مقتل الشيخ محمد حسين الذهبي وزير الأوقاف المصري السابق وبعد مواجهات شديدة بين أعضاء الجماعة والسلطات المصرية تم القبض على المئات من أفراد الجماعة وتقديمهم للمحاكمة في القضية رقم 6 لسنة 1977م التي حكمت بإعدام خمسة من قادات الجماعة على رأسهم شكري مصطفى وماهر عبد العزيز بكري وأحكام بالسجن متفاوتة على باقي أفراد الجماعة. في 30 مارس 1978م صبيحة زيارة السادات للقدس تم تنفيذ حكم الإعدام في شكري مصطفى وإخوانه.

## نظرية جماعة التكفير والهجرة
يعتبر التكفير عنصر أساسي في أفكار ومعتقدات هذه الجماعة. فهم يكفرون كل من أرتكب كبيرة وأصر عليها ولم يتب منها وكذلك يكفرون الحكام الذين لا يحكمون بما أنزل الله بإطلاق ودون تفصيل ويكفرون المحكومين لأنهم رضوا بذلك وتابعوهم أيضاً بإطلاق ودون تفصيل أما العلماء فيكفرونهم لأنهم لم يكفروا هؤلاء ولا أولئك كما يكفرون كل من عرضوا عليه فكرهم فلم يقبله أو قبله ولم ينضم إلى جماعتهم ويبايع إمامهم. أما من انضم إلى جماعتهم ثم تركها فهو مرتد حلال الدم وعلى ذلك فالجماعات الإسلامية إذا بلغتها دعوتهم ولم تبايع إمامهم فهي كافرة مارقة من الدين. وكل من أخذ بأقوال الأئمة أو بالإجماع حتى ولو كان إجماع الصحابة أو بالقياس أو بالمصلحة المرسلة أو بالاستحسان ونحوها فهو في نظرهم مشرك كافر.
من نظرياتهم أن العصور الإسلامية بعد القرن الرابع الهجري كلها عصور كفر وجاهلية لتقديسها لصنم التقليد المعبود من دون الله تعالى فعلى المسلم أن يعرف الأحكام بأدلتها ولا يجوز لديهم التقليد في أي أمر من أمور الدين. وقول الصحابي وفعله ليس بحجة ولو كان من الخلفاء الراشدين.
أما الهجرة فهي العنصر الثاني في فكر الجماعة ويقصد بها العزلة عن المجتمع الجاهلي وعندهم أن كل المجتمعات الحالية مجتمعات جاهلية. والعزلة المعنية عندهم عزلة مكانية وعزلة شعورية بحيث تعيش الجماعة في بيئة تتحقق فيها الحياة الإسلامية الحقيقة ـ برأيهم ـ كما عاش الرسول صلى الله عليه وسلم وصحابته الكرام في الفترة المكية. ويجب على المسلمين في هذه المرحلة الحالية من عهد الاستضعاف الإسلامي أن يمارسوا المفاصلة الشعورية لتقوية ولائهم للإسلام من خلال جماعة المسلمين ـ التكفير والهجرة ـ وفي الوقت ذاته عليهم أن يكفوا عن الجهاد حتى تكتسب القوة الكافية. ولا قيمة عندهم للتاريخ الإسلامي لأن التاريخ هو أحسن القصص الوارد في القرآن الكريم فقط.
لا قيمة أيضاً لأقوال العلماء المحققين وأمهات كتب التفسير والعقائد لأن كبار علماء الأمة في القديم والحديث ـ بزعمهم ـ مرتدون عن الإسلام. قالوا بحجية الكتاب والسنة فقط ولكن كغيرهم من أصحاب البدع الذي اعتقدوا رأياً ثم حملوا ألفاظ القرآن عليه فما وافق أقوالهم من السنة قبلوه وما خالفها تحايلوا في رده أو رد دلالته. دعوا إلى الأمية لتأويلهم الخاطئ لحديث (نحن أمة أمية ...) فدعوا إلى ترك الكليات ومنع الانتساب للجامعات والمعاهد إسلامية أو غير إسلامية لأنها مؤسسات الطاغوت وتدخل ضمن مساجد الضرار. وأطلقوا أن الدعوة لمحو الأمية دعوة يهودية لشغل الناس بعلوم الكفر عن تعلم الإسلام فما العلم إلا ما يتلقونه في حلقاتهم الخاصة.
قالوا بترك صلاة الجمعة والجماعة بالمساجد لأن المساجد كلها ضرار وأئمتها كفار إلا أربعة مساجد: المسجد الحرام والمسجد النبوي وقباء والمسجد الأقصى ولا يصلون فيها أيضاً إلا إذا كان الإمام منهم. ويزعمون أن أميرهم شكري مصطفى هو مهدي هذه الأمة المنتظر وأن الله تعالى سيحقق على يد جماعته ما لم يحقق عل يد محمد صلى الله عليه وسلم من ظهور الإسلام على جميع الأديان وعليه فإن دور الجماعة يبدأ بعد أن تدمّر الأرض بمن عليها بحرب كونية بين الولايات المتحدة الأمريكية والاتحاد السوفيتي تنقرض بسببها الأسلحة الحديثة كالصواريخ والطائرات وغيرها ويعود القتال كما كان في السابق رجل لرجل بالسلاح القديم من سيوف ورماح وحراب.
ادعى زعماء الجماعة أنهم بلغوا درجة الإمامة والاجتهاد المطلق وأن لهم أن يخالفوا الأمة كلها وما أجمعت عليه سلفاً وخلفاً. وأهم كتاب كشف عن أسرار دعوتهم وعقيدتهم هو ـ ذكريات مع جماعة المسلمين ـ التكفير والهجرة ـ لأحد أعضاء الجماعة عبد الرحمن أبو الخير الذي تركهم فيما بعد.

## المصدر
- جماعة المسلمين (التكفير والهجرة) إعداد الندوة العالمية للشباب الإسلامي.

## الوصلات الخارجية
- جماعة المسلمين (التكفير والهجرة) موقع الشبكة العربية لمعلومات حقوق الإنسان.
- جماعة التكفير والهجرة الموسوعة الميسرة (1/336).
- صناعة الموت: نبذة عن جماعات التكفير والهجرة من قناة العربية.